# Roland Davies
Pour les articles homonymes, voir Davies.
Roland Davies (1904-1993) est un illustrateur, auteur de bande dessinée et peintre britannique (gallois). 
Il est notamment connu pour son comic strip humoristique Come on, Steve!, publié à partir de mars 1932 dans le Sunday Express et pour sa série d'aventure dessinée dans un style réaliste Sexton Blake, créée en 1949 dans Knockout (en) et traduite en français dans l'édition belge de Tintin en 1951.
Cet auteur populaire prolifique et à l'aise dans tous les genres prend sa retraite en 1970 et se consacre à la peinture.